# Championnat d'Afrique masculin de basket-ball 1995
Navigation
Kenya 1993 Sénégal 1997
Le championnat d'Afrique de basket-ball 1995 est la dix-huitième édition du championnat d'Afrique des nations. Elle s'est déroulée du 11 au 18 décembre 1995 à Alger en Algérie. L'Angola remporte son quatrième titre et se qualifie pour les Jeux olympiques d'Atlanta.

## Classement final
| Position | Équipe        | Bilan |
| -------- | ------------- | ----- |
| 1        | Angola        | 5v-0d |
| 2        | Sénégal       | 3v-2d |
| 3        | Nigeria       | 4v-2d |
| 4        | Algérie       | 3v-3d |
| 5        | Mali          | 2v-2d |
| 6        | Maroc         | 2v-3d |
| 7        | Côte d'Ivoire | 3v-2d |
| 8        | Mozambique    | 0v-4d |
| 9        | RD Congo      | 0v-4d |